# 346889 Rhiphonos
346889 Rhiphonos è un asteroide centauro. Scoperto nel 2009, presenta un'orbita caratterizzata da un semiasse maggiore pari a 10,7980056 UA e da un'eccentricità di 0,4421004, inclinata di 19,88711° rispetto all'eclittica.